# Vitaliy Shafar
Vitaliy Shafar (née le 27 janvier 1982) est un athlète ukrainien, spécialiste des courses de fond.

## Biographie
Le 12 août 2012, Vitaliy Shafar se classe 29e du marathon aux Jeux olympiques dans le temps de 2 h 16 min 36 s. 
Le 21 avril 2014, il réalise sa meilleure performance lors du marathon de Boston en 2 h 9 min 37 s.
Le 31 janvier 2017, l'Athletics Integrity Unit (en) lui inflige une suspension de trois ans et sept mois pour des violations du passeport biologique de l'athlète. Tous ses résultats à partir du 17 avril 2014 sont annulés. Ses performances à Boston et à Toronto sont ainsi invalidées.
En 2022, il fuit son pays à la suite de l'invasion de l'Ukraine par la Russie et se réfugie en Suisse à Madiswil. Il découvre la discipline de course en montagne dans laquelle il excelle à ses débuts. Il remporte notamment la Glacier 3000 Run le 5 août 2023, en battant de près de dix minutes les Kényans favoris. Le 9 septembre, il s'impose au marathon de la Jungfrau en battant le Marocain Elhousine Elazzaoui.

## Palmarès

### Route
| Date | Compétition        | Lieu    | Résultat | Épreuve  | Temps           |
| ---- | ------------------ | ------- | -------- | -------- | --------------- |
| 2012 | Jeux olympiques    | Londres | 29e      | Marathon | 2 h 16 min 36 s |
| 2014 | Marathon de Boston | Boston  | DQ       | Marathon | 2 h 9 min 37 s  |
| 2015 | Marathon de Boston | Boston  | DQ       | Marathon | 2 h 13 min 52 s |

### Course en montagne
| no  | masculin      | Course                  | Longueur | Départ           | Temps           |
| --- | ------------- | ----------------------- | -------- | ---------------- | --------------- |
| 1re | Médaille d'or | Glacier 3000 Run        | 23 km    | 5 août 2023      | 1 h 50 min 58 s |
| 1re | Médaille d'or | Marathon de la Jungfrau | 42,2 km  | 9 septembre 2023 | 3 h 4 min 32 s  |
| 1re | Médaille d'or | LGT Alpin Marathon      | 42,2 km  | 8 juin 2024      | 3 h 3 min 20 s  |
| 1re | Médaille d'or | Semi-marathon d'Aletsch | 21,1 km  | 23 juin 2024     | 1 h 35 min 19 s |
| 1re | Médaille d'or | Glacier 3000 Run        | 26 km    | 10 août 2024     | 2 h 23 min 9 s  |
| 1re | Médaille d'or | Marathon de la Jungfrau | 42,2 km  | 7 septembre 2024 | 3 h 4 min 10 s  |
| 1re | Médaille d'or | LGT Alpin Marathon      | 42,2 km  | 14 juin 2025     | 3 h 15 min 6 s  |

## Records personnels
| Épreuve  | Performance     | Lieu      | Date            |
| -------- | --------------- | --------- | --------------- |
| Marathon | 2 h 11 min 52 s | Francfort | 27 octobre 2013 |